# Miesville
La ville américaine de Miesville est située dans le comté de Dakota, dans l’État du Minnesota. Lors du recensement de 2010, sa population s’élevait à 125 habitants.

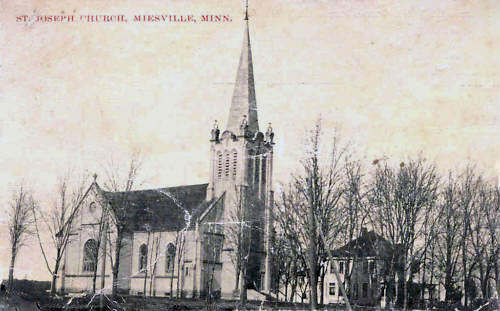
Église catholique Saint-Joseph, Miesville, comté de Dakota, Minnesota en 1910